# قلعه ایتا
قلعه ایتا یک محدوده تاریخی در ایتاناگار، ایالت آروناچال پرادش، هند است. نام این قلعه به زبان آسامی «قلعه آجر» می‌باشد. این قلعه همچنین نام خود را به شهر ایتاناگار، پایتخت آروناچال پرادش، تحویل داده. بعد از آن به‌طور کلی تصور می‌شود که این قلعه از طرف پادشاهان سوتیا در قرن ۱۴ یا ۱۵ آماده شده‌است. این قلعه با اشکلی پراکنده اغلب با موارد ساختمانی همچون آجر و گرانیت آماده گردیده و به‌طور کل این قلعه دارای مساحتی برابر ۱۶٬۲۰۰ متر مکعب است. این قلعه دارای سه ورودی در جهت سه‌گانه قسمت غربی، شرقی و جنوبی می‌باشد.

## نگارخانه

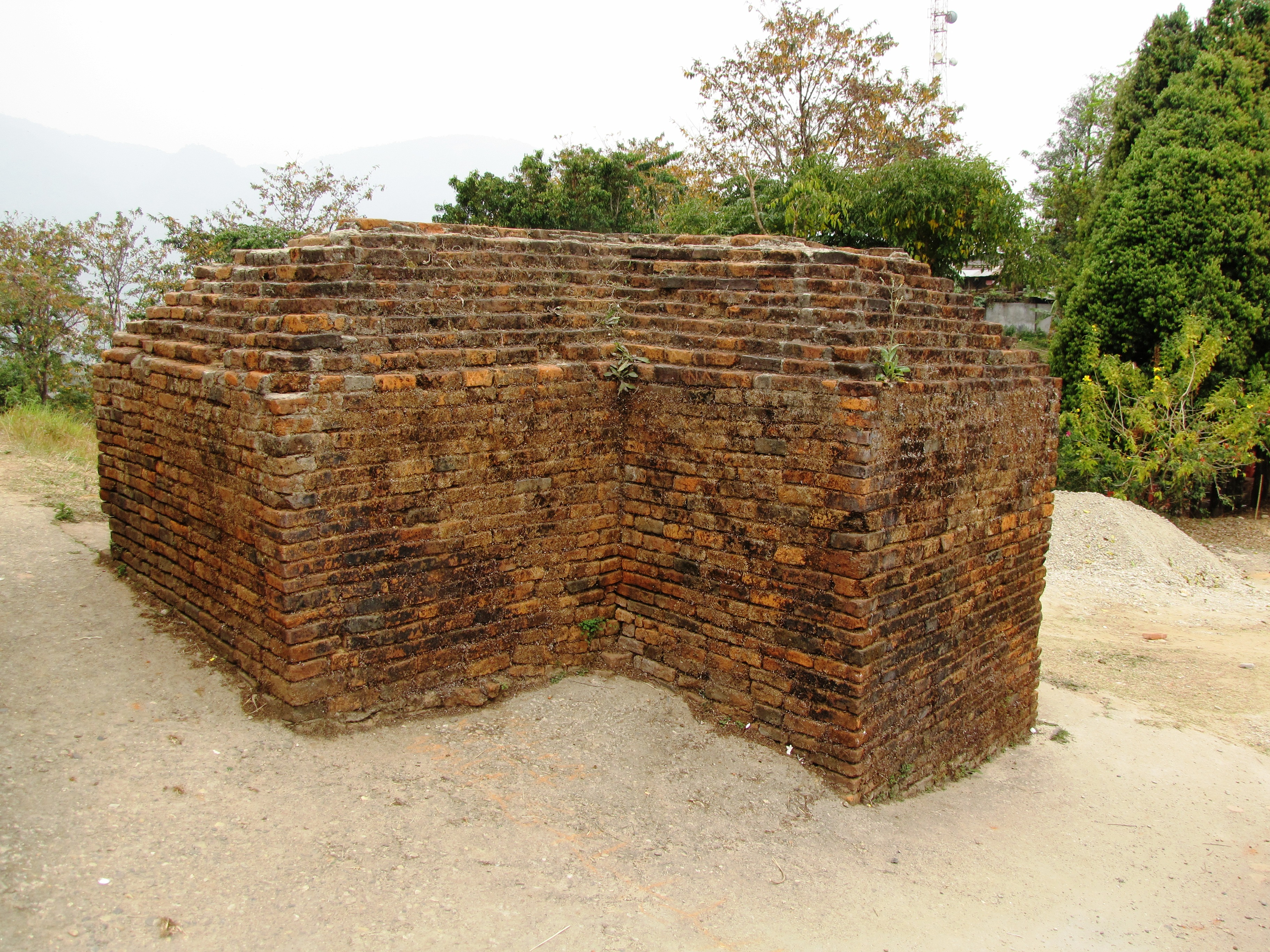
یک دیوار آجری در قسمت جنوبی دروازه جنوبی.
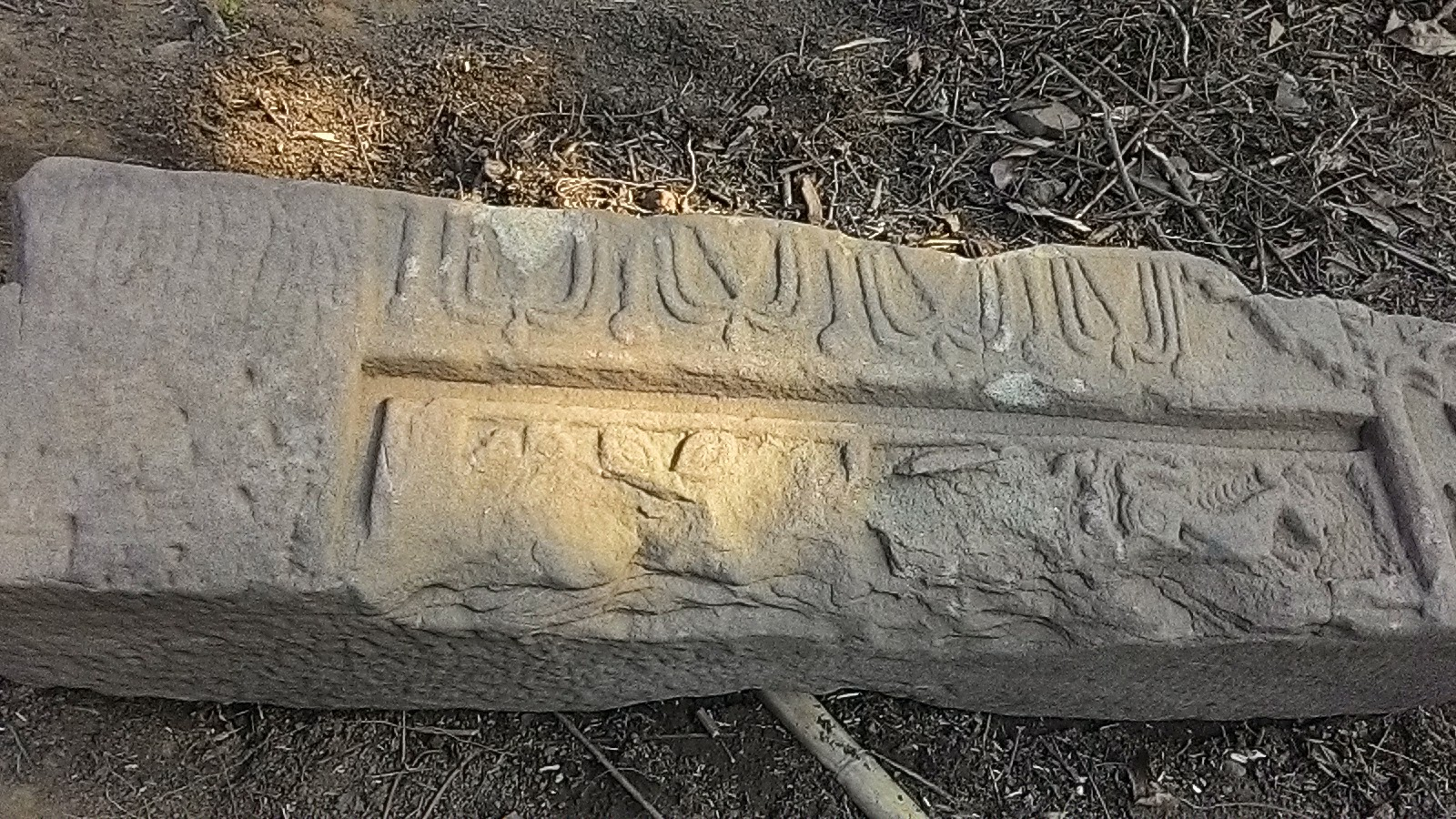
حکاکی‌های سنگی گرانیتی که در قلعه ایتا کشف گردیده که یک شیر، نماد پادشاهی چوتیا را نشان می‌دهد.
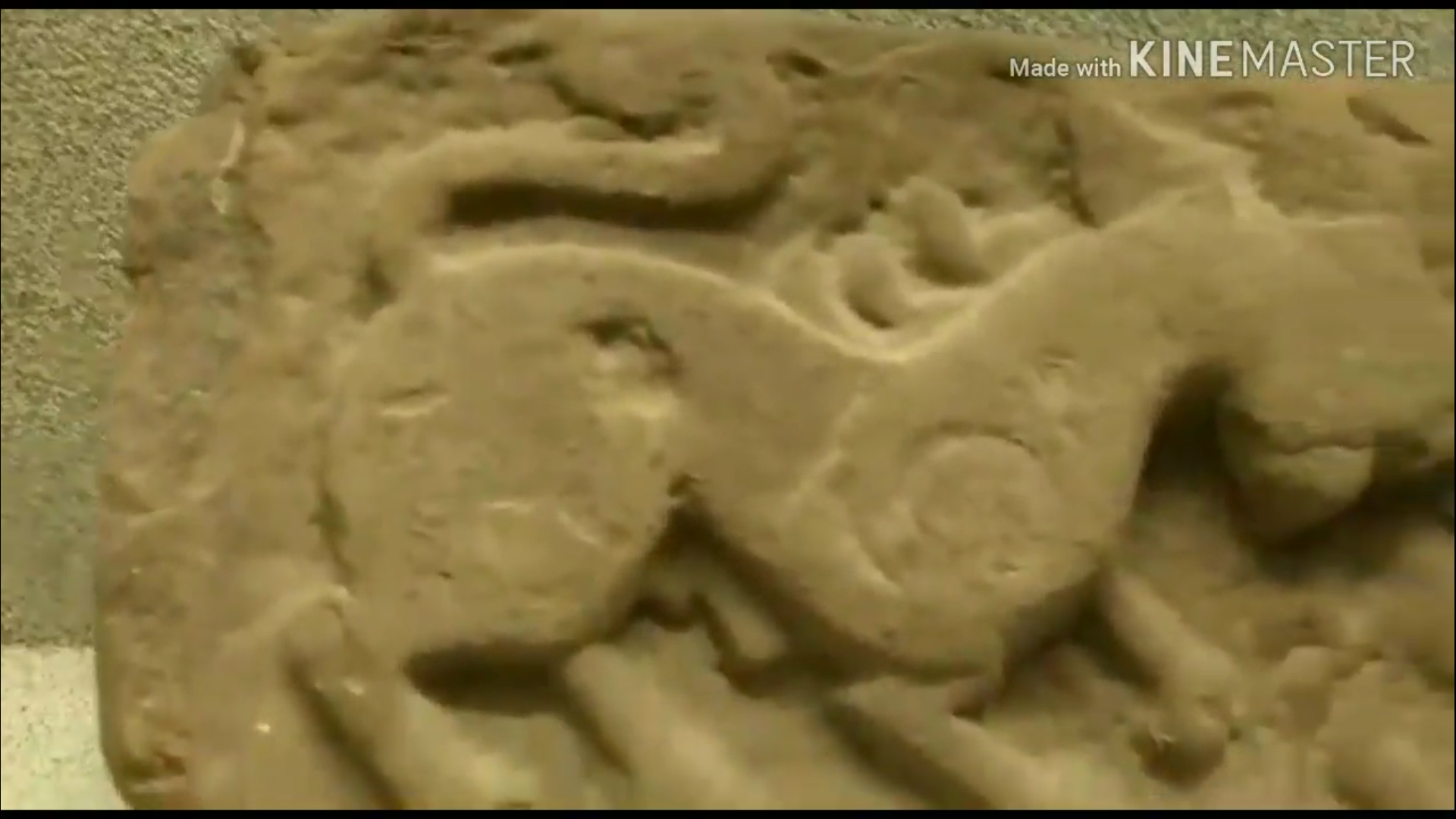
شاهکار هنری شیر از قلعه ایتا. این شیر به عنوان نماد پادشاهی چوتیا بود که در روکمینی ناگار و بهیسمکنگر پیدا شد.